# Карпато-руський загін
Карпато-руський загін (рос. Карпато-русский отряд) — підрозділ Добровольчої армії, сформований у 1918 році емігрантами з Галичини та Буковини, що проживали на той час у Ростові-на-Дону. Приводом до його створення був більшовицький_переворот у Москві та Петрограді та наближення більшовизованих військових частин до території війська Донського.
21 січня 1918 року у приміщенні ростовського клубу «Червона Русь», який створили емігранти москвофільського напрямку громадський діяч Григорій Малець закликав підтримати генерала Лавра Корнілова, який на той час формував армію для спротиву більшовизму і оголосив запис у «Карпато-руський добровільчий загін». До початку Першого льодового походу у загін записався 41 юнак, сформований підрозділ увійшов у склад Чехословацького інженерного батальйону. Після закінчення походу, незважаючи на втрати чисельність загону збільшилася за рахунок вступу нових добровольців і досягла майже 100 осіб.
22 липня 1919 року був переформований у Слов'янський стрілецький полк (крім Карпато-руського загону до його складу ввійшли деякі інши підрозділи). Слов'янський полк зазнав фатальні втрати у бою з махновцями під станицією Мирна 19 серпня 1919 року, після чого його рештки були переформовані у Другий (карпаторуський окремий) батальйон Звідно-стрілецького полку. 3 жовтня 1919 в Києві з дозволу головнокомандувача ЗСПР генерала Денікіна проводиться поновне формування полку з галичан-русофілів. Полк сформувався з колишнього Карпато-руського батальйону, який діяв у складі російської армії проти Німеччини та Австро-Угорщини; крім галичан до складу полку увійшли чехи та серби.
Учасники загону, які залишилися живими у боях, емігрували з Криму у 1920 році, після остаточної поразки білого руху, більшість з них повернулася на Батьківщину. У 1920-х роках історія загону була описана його учасником Василієм Вавриком у спогадах «Карпатороси у Корніловському поході та Добровольчій армії».

## Командири загону
- прапорщик Б. Н. Яцев
- В. Р. Ваврик (з 9 березня 1918)
- поручик Матоглина (з кінця 1918)
- штаб-капітан Піаццо
- підпоручник А. Е. Брояковський